# Kanton Vignory
Kanton Vignory (fr. Canton de Vignory) byl francouzský kanton v departementu Haute-Marne v regionu Champagne-Ardenne. Tvořilo ho 16 obcí. Zrušen byl po reformě kantonů 2014.

## Obce kantonu
- Annéville-la-Prairie
- Bologne
- Daillancourt
- Froncles
- La Genevroye
- Guindrecourt-sur-Blaise
- Lamancine
- Marbéville
- Mirbel
- Ormoy-lès-Sexfontaines
- Oudincourt
- Soncourt-sur-Marne
- Viéville
- Vignory
- Vouécourt
- Vraincourt